# Flaten (Överjärna socken, Södermanland)
Flaten är en sjö i Södertälje kommun i Södermanland och ingår i Tyresån-Trosaåns kustområde. Sjön har en area på 0,114 kvadratkilometer och ligger 34,1 meter över havet.

## Delavrinningsområde
Flaten ingår i det delavrinningsområde (655932-159703) som SMHI kallar för Utloppet av Vällingen. Medelhöjden är 44 meter över havet och ytan är 29,12 kvadratkilometer. Det finns inga avrinningsområden uppströms utan avrinningsområdet är högsta punkten. Avrinningsområdets utflöde Moraån mynnar i havet. Avrinningsområdet består mestadels av skog (55 procent), öppen mark (11 procent) och jordbruk (14 procent). Avrinningsområdet har 4,63 kvadratkilometer vattenytor vilket ger det en sjöprocent på 15,9 procent. Bebyggelsen i området täcker en yta av 0,5 kvadratkilometer eller 2 procent av avrinningsområdet.